# قلعه قمچقای
دژ و قلعه قَمچُقای (دره شاهان) مربوط به هزاره سوم قبل از میلاد است و در شهرستان بیجار، ۲۱ کیلومتری شهر حسن‌آباد یاسوکند، روستای قمچقای واقع شده این اثر در تاریخ ۴ آبان ۱۳۶۵ با شمارهٔ ثبت ۱۷۲۱ به‌عنوان یکی از آثار ملی ایران به ثبت رسیده است.

## موقعیت و تاریخ قلعه
قلعه قمچقای در فاصله ۴۵ کیلومتری شمال بیجار و یک کیلومتری شمال قمچقای (بیجار) و داخل منطقه حفاظت‌شده بیجار قرار دارد. به نظر کارشناسان قلعه تاریخی قمچقای بیجار دارای کتیبه‌ای با نقش هیروگلیف و به خط هراتیک می‌باشد و جزو قدیمی‌ترین کتیبه‌های نییمه تصویری ایران قلمداد گردیده و کتیبه آن با خط سومریان قابل مقایسه است.
ارتفاع دیواره‌های این قلعه به ۲۰۰ متر می‌رسد و تنها راه ارتباطی قلعه با خارج، گذرگاه باریکی می‌باشد که ساخته و پرداخته دست صاحب هنری است که یک نفر به دشواری می‌تواند از آن عبور کند.
وسعت قلعه بالغ بر ۵۰۰۰ متر مربع با مخازن متعدد آب است که در سنگ کنده شده و پناهگاه زیرزمینی آن با عمق ۴۱ پله به صورت تونلی از سنگ کنده شده و به زیر قلعه هدایت می‌شود.
از قلعه بزرگ قمچقای در عصر پارتها و ساسانیان نیز استفاده شده که هم‌زمان با محاصره آتشکده آذرگشسب در تخت سلیمان (۱۰۰ کیلومتری شمال همین قلعه) به وسیله هراکیلوس امپراتور روم، موجبات تخریب آن فراهم شده است. این قلعه از نظر قدمت بسیار حائز اهمیت است و در برهه‌های گوناگون مورد استفاده اقوام مختلفی واقع شده است؛ بنابراین قلعه قمچقای یکی از قلعه‌های با ارزش و تاریخی شناخته شده ایران می‌باشد. بعضی احتمال می‌دهند که جام مارلینگ در آنجا مدفون است.
قلعه تاریخی قمچقای بیجار در چهل و پنج کیلومتری شهر بیجار و روی یکی از کوه‌های بلند منطقه قرار دارد. موقعیت جغرافیایی این قلعه به دو دلیل از عظمت خاصی برخوردار است، نخست آن که از یک سو به دره‌ای مشرف است که در قدیم به دره شاهان شهرت داشت و تیغه‌های بلند و هولناک این کوه با پرتگاه‌های مخوف و بلند، بالا رفتن از آن و رسیدن به دژ را بسیار دشوار می‌کند. از سوی دیگر، از جنوب غربی، جنوب شرقی و شرق نیز به پرتگاهی دیگر مشرف است. از این رو، ایجاد استحکامات برای این قلعه لازم نبود، اما در سمت شمال که پشته از ارتفاع کمتری برخوردار است، بقایای دیواری عریض و محکم از سنگ لاشه با ملات و برجهای نیمه‌استوانه موجود است. دروازه قلعه در این سمت قرار دارد، بقایای این حصار یادآور دیوارهای تخت سلیمان است و احتمالاً به دوره ساسانی تعلق دارد. در پای پشته سنگی، حصارهای دیگری از قرون وسطی، عمود بر بستر رودخانه کشیده شده است، استحکام قلعه و نشانه‌های ساختاری بنا از جمله پی‌های خانه‌هایی که مشهود است نیز این گمان را تقویت می‌کند که این قلعه ساسانی باشد.
آب‌انبار و راهرویی که آن را هم در دل کوه حفر کرده‌اند، نشانه‌های دیگری از اهمیت ویژه این قلعه و آب انبار آن است.
سنگهای تراش خورده «قمچقای» دارای مشخصاتی نیست که بر مبنای آن بتوان زمان ساخت بنای قلعه را به دقت تعیین کرد، با این حال به احتمال قوی می‌توان آن را متعلق به دوره‌های پیش از میلاد مسیح، مثلاً دوره مانایی و ماد دانست که تا دوره‌های ساسانی و اسلامی نیز مورد استفاده بود. منابع ذخیره آب که توسط تونل پله‌داری به پایین راه می‌یابد، تا حدودی به آب انباری که در زندان سلیمان وجود دارد شبیه است و نشانه دیگری از قدمت قلعه تا دوره مانایی است.
همچنین بر اساس بررسی‌های بعمل آمده توسط کارشناسانی چون دکتر رضا مرادی غیاث آبادی و دکتر محمود کردوانی، مشخص شده است که بنای اولیه این قلعه باشکوه به سده‌های ۲۱ تا ۲۵ قبل از میلا بازمی‌گردد و این به این معنا است که قلعه قمچقای بیجار بیش از ۴۰۰۰ سال قدمت دارد. گواه این امر وجود کتیبه‌ای در نزدیکی این قلعه است که به خطی نیمه تصویری (هیراتیک) نوشته شده است، و با توجه به این امر که اولین واضعان خط سومریان بوده‌اند، تصور می‌شود که قلعه و کتیبه قمچقای در اصل متعلق به سومریان بوده است.